# Jean-Frédéric de Brunswick-Calenberg
Jean-Frédéric (25 avril 1625, Herzberg – 18 décembre 1679, Augsbourg) est duc de Brunswick-Lunebourg et prince de Calenberg de 1665 à sa mort.

## Biographie
Jean-Frédéric est le troisième fils du duc Georges de Brunswick-Calenberg et d'Anne-Éléonore de Hesse-Darmstadt. En 1649, il est témoin d'une lévitation de Joseph de Cupertino et se convertit au Catholicisme en 1651. 
En 1665, son frère aîné Georges-Guillaume, jusqu'alors prince de Calenberg, hérite de la principauté de Lunebourg et confie le Calenberg à Jean-Frédéric, qui y règne jusqu'à sa mort. Son frère cadet Ernest-Auguste lui succède.
Jean Frédéric ayant fait plusieurs fois le voyage de Venise, il s'y était affectionné à la noblesse, fut agrégé au Corps des Nobles en 1668.
En 1676, il engage Gottfried Wilhelm Leibniz comme bibliothécaire ducal.

## Descendance
Le 25 novembre 1668, Jean-Frédéric épouse à 43 ans Bénédicte-Henriette, fille du comte palatin Édouard prince Palatin et d'Anne de Gonzague de Clèves, qui en a 16. Quatre filles sont nés de cette union :
- Anne-Sophie (1670-1672) ;
- Charlotte-Félicité de Brunswick-Calenberg (1671-1710), épouse en 1696 le duc Renaud III, duc de Modène ;
- Henriette-Marie (1672-1757) ;
- Wilhelmine-Amélie (1673-1742), épouse en 1699 le roi des Romains Joseph Ier.

Devenue veuve, la princesse Bénédicte retourna en France où, proche parente de plusieurs princesses du sang, elle fut reçue à la cour. Elle confia l'éducation de ses filles aux religieuses de l'Abbaye de Maubuisson dont une de ses tantes, Louise-Hollandine du Palatinat était abbesse. Son beau-frère, le prince de Salm, étant un proche de l'empereur Léopold Ier du Saint-Empire, ce qui permit à la princesse Bénédicte de marier sa fille cadette et de la faire devenir impératrice : en effet, la jeune fille épousa en1698 l'archiduc Joseph, futur empereur Joseph Ier du Saint-Empire. 